# Erina helenita
Erina helenita är en fjärilsart som beskrevs av Semper 1879. Erina helenita ingår i släktet Erina och familjen juvelvingar. Inga underarter finns listade i Catalogue of Life.